# Ormesby
Ormesby är en ort och en unparished area i distriktet Redcar and Cleveland i grevskapet North Yorkshire i England. Orten är belägen 12 km från Redcar. Ormesby hade 6 325 invånare år 2020. Ormesby var en civil parish fram till 1968 när blev den en del av Guisborough och Teesside. Civil parish hade 5 288 invånare år 1961. Fram till 1913 var det ett separat distrikt. Orten nämndes i Domedagsboken (Domesday Book) år 1086, och kallades då Ormesbi/Ormesbia.